# Heterocallia truncaria
Heterocallia truncaria là một loài bướm đêm trong họ Geometridae.